# Hélder Barbosa
Hélder Rodrigues Barbosa Jorge Leal (Paredes, 25 de mayo de 1987), más conocido como Hélder Barbosa, es un futbolista portugués que juega de centrocampista en el Varzim S. C. de la Terceira Liga.

## Selección nacional
Ha sido internacional con la selección de fútbol de Portugal en una ocasión y con las categorías inferiores de dicho país desde la sub-16 hasta la sub-23.

### Participaciones en Copas del Mundo
| Mundial                               | Sede      | Resultado        |
| ------------------------------------- | --------- | ---------------- |
| Copa Mundial de Fútbol Sub-17 de 2003 | Finlandia | Cuartos de final |

## Clubes
| Club                          | País                   | Año       |
| ----------------------------- | ---------------------- | --------- |
| F. C. Porto "B"               | Portugal               | 2005-2006 |
| F. C. Porto                   | Portugal               | 2006-2010 |
| Académica de Coimbra (cedido) | Portugal               | 2006-2007 |
| C. D. Trofense (cedido)       | Portugal               | 2008-2009 |
| Vitória Setúbal (cedido)      | Portugal               | 2009-2010 |
| S. C. Braga                   | Portugal               | 2010-2014 |
| U. D. Almería (cedido)        | España                 | 2013-2014 |
| AEK Atenas                    | Grecia                 | 2014-2016 |
| Al Wasl                       | Emiratos Árabes Unidos | 2016-2017 |
| Akhisar Belediyespor          | Turquía                | 2017-2019 |
| Hatayspor                     | Turquía                | 2019-2021 |
| Panetolikos                   | Grecia                 | 2021-2022 |
| Varzim S. C.                  | Portugal               | 2022-     |

## Palmarés

### Campeonatos nacionales
| Título          | Club                 | País     | Año     |
| --------------- | -------------------- | -------- | ------- |
| Primeira Liga   | F. C. Porto          | Portugal | 2005-06 |
| Primeira Liga   | F. C. Porto          | Portugal | 2007-08 |
| Copa de la Liga | S. C. Braga          | Portugal | 2012-13 |
| Copa de Grecia  | AEK Atenas           | Grecia   | 2015-16 |
| Copa de Turquía | Akhisar Belediyespor | Turquía  | 2017-18 |

### Campeonatos internacionales
| Título          | Club            | País     | Año  |
| --------------- | --------------- | -------- | ---- |
| Eurocopa Sub-17 | Portugal sub-17 | Portugal | 2003 |